# Música mizrahí
La música mizrahí (en hebreu: מוזיקה מזרחית, Muzika Mizrahit) és el gènere musical amb influència de les músiques àrab, turca i grega, portades a Israel pels jueus mizrahim (els que procedeixen del Món islàmic) i sefardites (els originaris de Sefarad). Sol ser cantada en hebreu, però combinada de vegades amb algunes frases en àrab, grec, turc i altres idiomes de les terres de procedència dels artistes. El significat literal de la paraula mizrahí en hebreu és 'oriental'. Les cançons mizrahim típiques tenen un instrument de corda dominant, que sol ser el violí, el llaüt, o el buzuki, i solen ser de notes altes.

## Els orígens
En l'escena musical del modern estat d'Israel, la música dels jueus mizrahim és molt popular, potser la més popular de totes. Tanmateix, aquesta popularitat és un fenomen molt recent. Fins als anys 1970, la indústria musical israeliana estava dominada per la música pop influïda per la cultura d'Europa occidental. Els amos de les cases discogràfiques simplement no tenien interès en la música mizrahí; en lloc d'això, signaven contractes de música d'acord amb els seus gustos particulars, com la música pop i rock a l'estil americà i europeu, com ara, Kaveret i Shlomo Artzi als 1960 i 1970, i els anys anteriors amb la música "pionera", amb músics "idealistes", com Naomi Shemer i Yehoram Gaon.
Les comunitats immigrants procedents dels països de l'Orient Mitjà i el Magrib han anat creant durant els darrers cinquanta anys una música que sintetitza i combina elements de les músiques àrab, turca i grega amb la música israeliana de fins aleshores, dominada per la cultura asquenazita. Al contrari que el "nou estil jueu", que era la creació conscient dels immigrants procedents d'Europa oriental, tractant de definir la seva nova identitat com a israelians, la música mizrahí és realment un fenomen espontani i natiu. Encara que, inicialment, va ser rebuda amb hostilitat pel rebuig cultural israelià a tot allò que es pugui relacionar amb els àrabs, finalment ha esdevingut la força més poderosa, potser, de la cultura israeliana d'avui dia.
El moviment que va donar origen a la música mizrahí va començar en els anys 1950, amb intèrprets casolans i sense formació acadèmica musical en els barris habitats per immigrants del Magrib i de l'Orient Mitjà, com ara els barris iemenites de Hatikva i Kerem HaTemanim, a Tel-Aviv, i també en barris marroquins, iranians o iraquians, on aquests músics afeccionats tocaven i cantaven en festes populars i casaments. Aquests intèrprets solien cantar en hebreu, però en un estil notablement similar al de la música àrab, amb instruments tradicionals, com el riq, el llaüt, el qanun i la darbuka. Ja als anys 1960, s'hi van afegir instruments com la guitarra acústica i la guitarra elèctrica, cosa que va fer que l'estil sonés encara més eclèctic i exòtic. Els vocalistes solien adornar les seves cançons amb trinats i altres entonacions a l'estil oriental, i la interpretació solia ser gutural o nasal, però curiosament amb una entonació típicament occidental, sense les escales quadratòniques de la música àrab. Les lletres, al principi, solien procedir de la literatura clàssica hebrea, incloent-hi textos litúrgics i poemes medievals clàssics. Després es van anar incorporant poemes contemporanis i altres textos originals. N'és un exemple la cançó Hanale Hitbalbela ('Hannale està confosa'), cantada per Yitzhak Cohen. La lletra és originalment del compositor i poeta israelià Natan Alterman, però cantada en un to tradicionalment oriental.

## Des dels anys 1970 fins als nostres dies
Un dels primers músics mizrahim en aconseguir la fama va ser Zohar Argov, que era de Rixon le-Tsiyyon, i que havia crescut cantant a la seva sinagoga; va llançar al mercat el hit que va definir la seva carrera en la música mizrahí, Peraj BeGani (פרח בגני, 'Flor del meu jardí'). Argov, un cantant vistós i en certs aspectes estrambòtic i escandalós, es va suïcidar el 1987 i era conegut com "el rei de la música mizrahí". La seva mort tràgica el va elevar a la categoria d'heroi i, fins i tot, es va fer una pel·lícula basada en la seva vida.
Als anys 1970 i a principis dels 1980, alguns d'aquests intèrprets van començar a distribuir la seva música gravada en cintes de casset, que es van convertir en un èxit de vendes immediat, sobretot entre la classe treballadora d'Israel, majoritàriament d'origen sefardita i mizrahim. Aquestes cintes eren venudes als quioscs de premsa, o bé als voltants de l'estació central d'autobusos de Tel-Aviv, i la música va començar a ser anomenada despectivament muzika kassetot ('música de cassets') o muzika HaTahana Merkazit ('música de l'estació d'autobusos'). Els intèrprets més coneguts durant aquesta època eren Shimi Tavori i Zohar Argov. Tot i la popularitat òbvia d'aquesta música, les emissores estatals de ràdio ignoraven gairebé del tot la música mizrahí. El sociòleg Sami Shalom Chetrit va escriure:
 "L'establishment educatiu i cultural va realitzar tots els esforços possibles per separar la segona generació d'immigrants orientals d'aquesta música, mitjançant la socialització i el control de les escoles i dels mitjans". 
La penetració de la música mizrahí en la cultura israeliana va ser el resultat de la pressió realitzada per compositors i productors sefardites com Avihu Medina, de la indubtable i aclaparadora popularitat d'aquest estil, i de l'adopció gradual d'elements d'aquesta música per part d'artistes ja consolidats en altres gèneres. Yardena Arazi, una de les cantants més populars d'Israel, va enregistrar el 1989 Dimion Mizrah (Imaginació oriental) i va desenvolupar materials originals i algunes cançons canòniques israelianes en el nou estil. A més, alguns cantants van començar a desenvolupar una fusió de músiques mizrahí, grega, pop, rock i d'altres estils. Entre aquests, podem esmentar Yehuda Poliker, Shlomo Bar i el grup HaBreira HaTivit ('L'opció natural'), que incorporava instruments com el sitar, la darbuka i altres instruments indis, per crear un nou estil world music israelià.

## Dones, reivindicació social i músicamizrahí
Les dones també han pres part important en la música mizrahí, concretament com a cantants. Per exemple, Zehava Ben i Moran Carmel, ambdues d'origen marroquí, Rinat Bar, originària de Geòrgia, i sobre tot Sarit Hadad, cantant d'origen àzeri, considerada "la princesa de la música mizrahí".
D'altra banda, l'acceptació i enorme popularitat d'aquest estil musical en els anys 1990 va en paral·lel a la lluita social dels israelians d'origen sefardita i mizrahim per ser acceptats i avançar socialment en una societat dominada des de sempre pels jueus asquenazites.